# Monroe County (Missouri)
Monroe County is een county in de Amerikaanse staat Missouri.
De county heeft een landoppervlakte van 1.673 km² en telt 9.311 inwoners (volkstelling 2000). De hoofdplaats is Paris.

## Bevolkingsontwikkeling

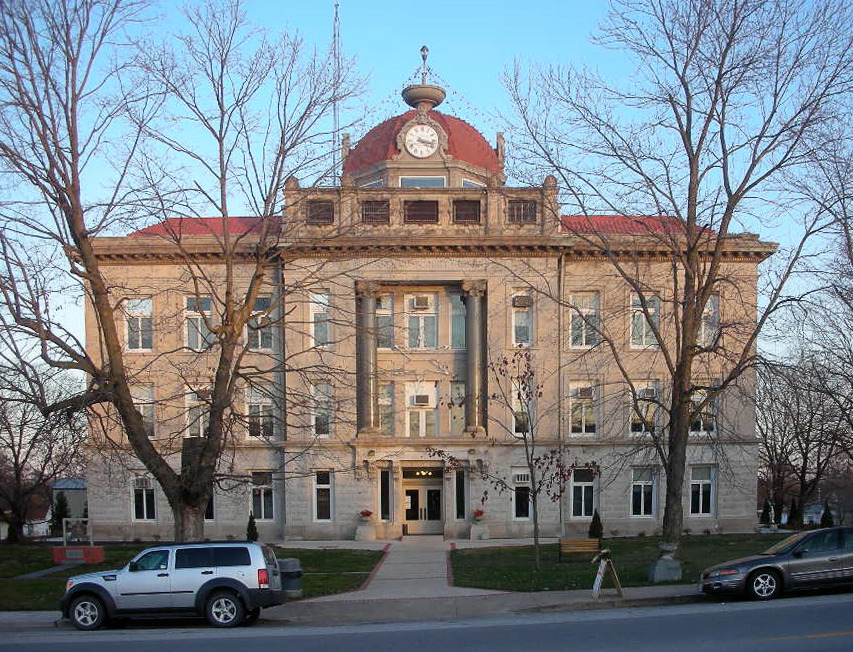
Monroe County Courthouse